# Бобровиця (місцевість)
Бобровиця — місцевість у східній частині Чернігова, колись — село. У грудні 1973 року село Бобровиця Чернігівського району включене до складу новоствореного Деснянського району м. Чернігова.

## Історія
Час заснування відносять до Київської Русі або до 2-ї пол. XVII ст. Б. О. Рибаков вважає, що Бобровиця під назвою Гуричев згадується в літописі під 1152, коли ростовський князь Юрій Володимирович разом із половцями здійснив похід на Чернігів. У народі село ще називали Юр'ївкою (на думку історика Чернігова М. Є. Маркова, Гургій і Юрій — одне й те ж). Як доказ того, що Гуричев і Бобровиця — одне і те ж село — наводили факт спорудження в селі на початку XVIII ст. Георгіївської церкви. Назву Бобровиця виводять з того, що в селі жили козаки, які полювали на бобрів.
На початку XIX ст. західну частину Бобровиці приєднано до Чернігова, вона стала називатися Бобровицькою слободою, а східна — селом Бобровицею. У селі й хуторах навколо нього (так звані Бобровицькі дачі) в середині XIX ст. понад три чверті всієї землі належало поміщикам С. С. Савичевій та П. С. Глібову. Під час колективізації у с. Бобровиці, що розкинулося по обидва боки шосе Чернігів — Новгород-Сіверський, організовано колгосп ім. М. І. Калініна.
Під час німецької окупації в селі Яцеве (тепер Новоселівка) поблизу Бобровиці був розташований табір радянських військовополонених. 21 лютого 1943 року, за підтримки місцевих жителів, полонені підняли повстання й організували втечу. 22 лютого зондеркоманда «4-А» повністю спалила Бобровицю, загинуло 418 жителів. У післявоєнні роки село відбудовано. Напередодні включення його в міську смугу тут налічувалося понад 850 дворів і близько 4300 мешканців.
У Чернігові також є вул. Бобровицька, яка знаходиться недалеко від місцевості, йде паралельно до вул. Генерала Пухова.

## Територія, забудова
Складається переважно з приватної забудови, крім кількох багатоповерхівок. Західна межа — вул. Кільцева, східна — край міста (село Новоселівка), північна — промислова зона (Чернігівський завод радіоприладів, фабрика «Сіверянка», дослідне господарство Інституту сільськогосподарської мікробіології та агропромислового виробництва НААН, гаражі), південна — Десна.
На північ від приватної забудови зведений багатоповерховий Бобровицький житловий масив. Забудова уздовж вулиць: Рокоссовського, Доценка, Космонавтів, генерала Пухова та генерала Бєлова.

## Транспорт
Вулиця Шевченка — головна транспортна магістраль Бобровиці. Маршрути тролейбусів № 1 (до Сіверянки), 10 (до зуп. Бобровиця), 11 (до вулиці Незалежності), автобусів/маршрутних таксі № 1, 8, 19, 21, 31 (по вул. Захисників України до ЧеЗаРа), 14 і 26 (до Яцево), 16 і 17 (до Вознесенського і Новоселівки), 38 (до Сіверянки).

## Галерея

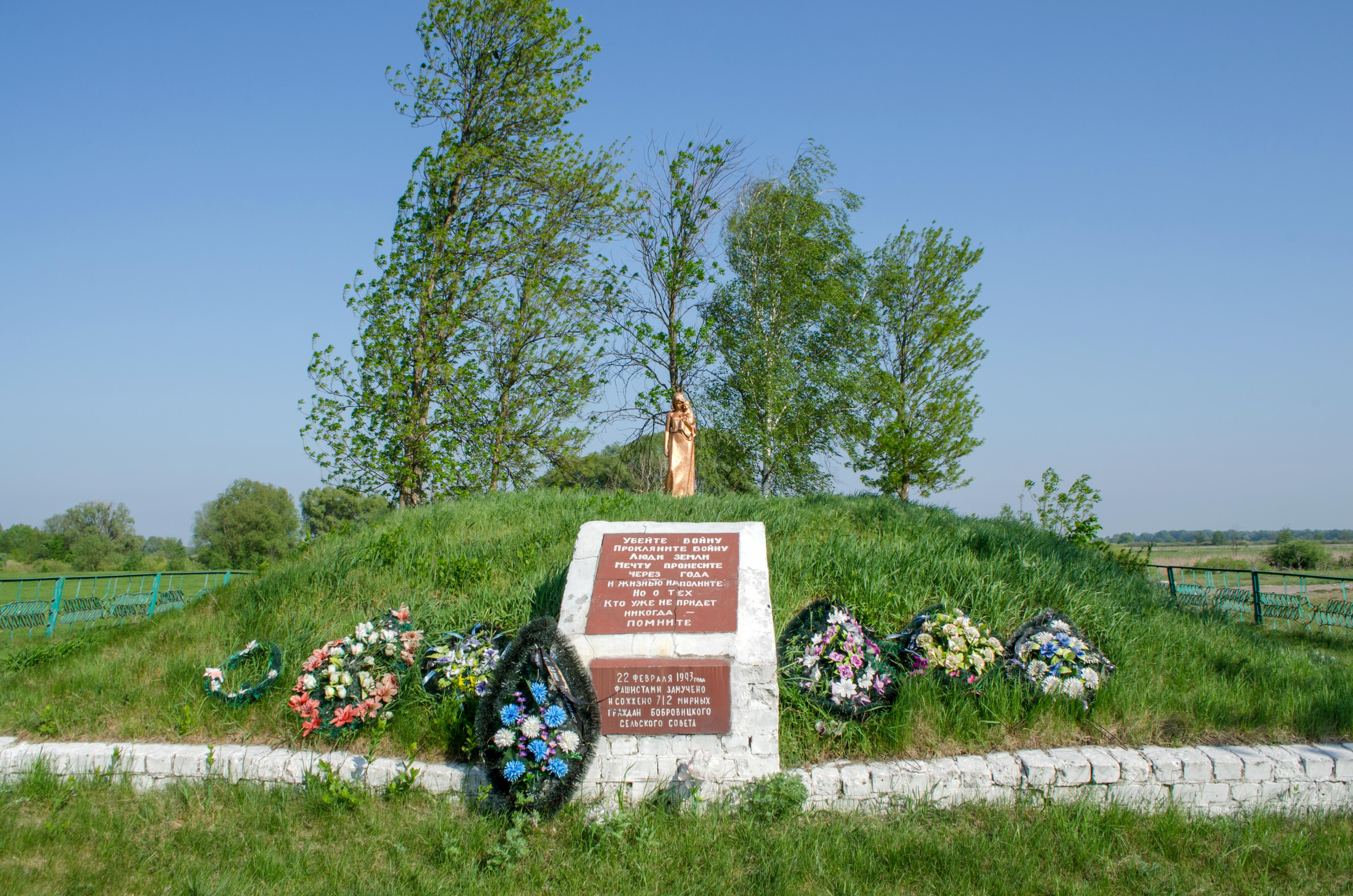
Братська могила жителів с. Бобровиця, розстріляних нацистами